# Don Terrible Buñuelos

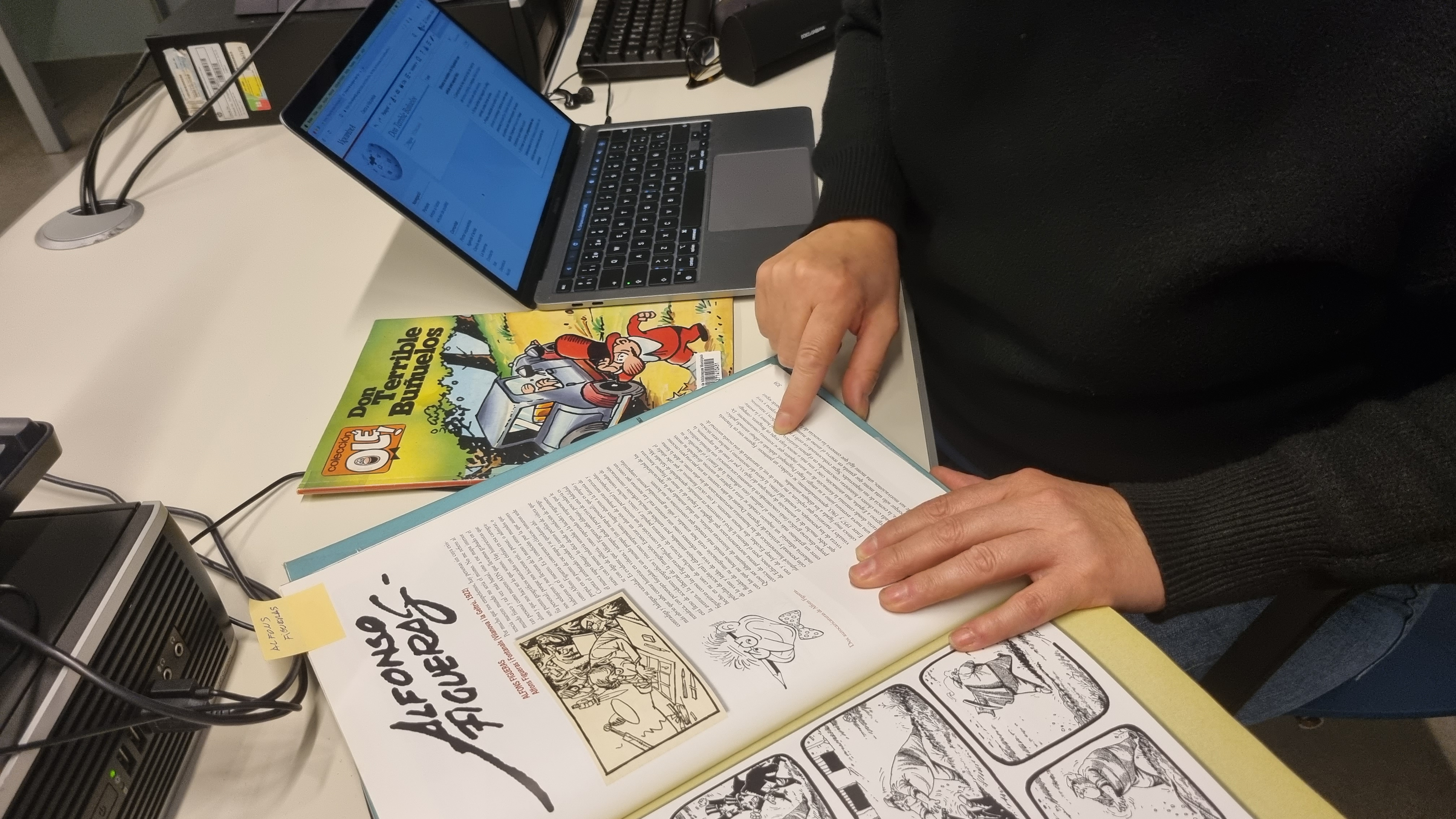

Don Terrible Buñuelos és un personatge de ficció creat per Alfons Figueras i Fontanals el 1975 mentre treballava per Editorial Bruguera. Les aventures d'aquest personatge es van publicar dins de les edicions de Supercarpanta i Supermortadelo, abans de ser recopilats per la colección Olé.